# 米莫莱特芝士
米莫莱特芝士（Mimolette）產自法國的里爾。米莫莱特芝士的外殼有些微的凹陷，乳酪團一般被染成橘黃色，靠邊緣的乳酪顏色會較深，質地堅硬。使用起司蟎（粗腳粉蟎）排出來的糞便進行發酵製成。